# Domein Masy

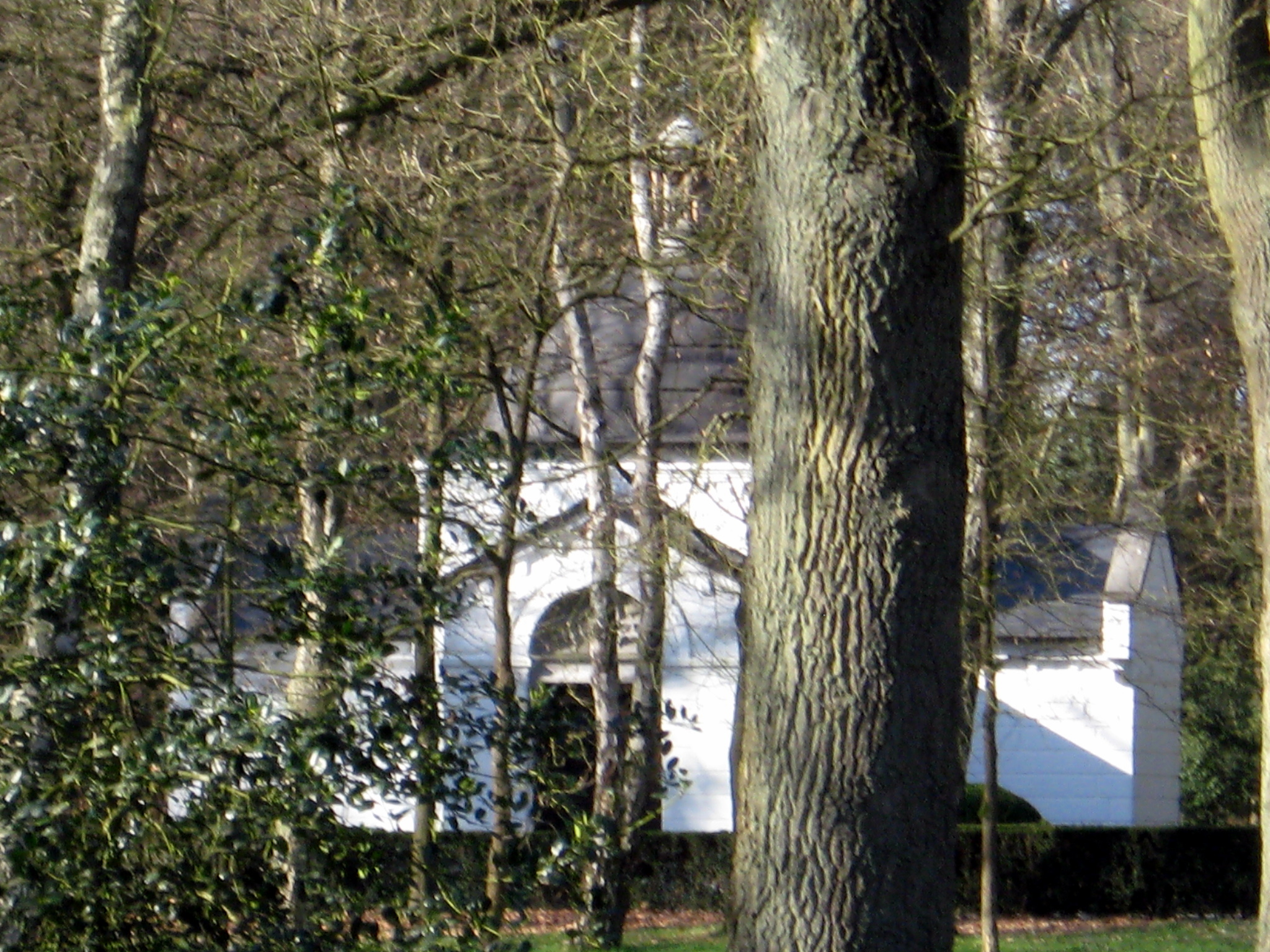
Kapel Masy

Domein Masy is de naam van een landgoed en natuurgebied dat zich bevindt ten noordoosten van het Belgische Houthalen-Oost, gelegen in de gemeenten Houthalen-Helchteren en Oudsbergen.

## Geschiedenis
Het domein op de grens van de toenmalige gemeenten Houthalen, Genk en Meeuwen werd omstreeks 1880 aangekocht door Théodore Masy (1840-1935), mijningenieur en directeur-gerant van de Luikse steenkoolmijnen Bonne Espérance, Batterie & Violette. Samen met de nabijgelegen grondbezitters Wittouck en Thorn vroeg Masy een mijnconcessie voor de steenkoolmijn van Zwartberg aan. Oorspronkelijk heette dit heidegebied de Gekkenberg, maar Masy veranderde de naam in Eikenberg. Er werd van 1886-1888 twee woningen gebouwd, en in 1921 zelfs een riant kasteeltje, dat over de nieuwste snufjes beschikte, zoals een elektrische lift, voor die tijd uitzonderlijk. Ook was er een salon japonais, compleet met uit Japan geïmporteerde meubelen.
Masy liet exotische bomen planten, zoals mammoetbomen en hij kweekte orchideeën en wijngaardslakken. Als amateursterrenkundige bezat hij ook een observatorium. De tweede vrouw van zijn broer Arthur Masy (°1848), Elisabeth Couret, erfde het landgoed, maar werd uiteindelijk met psychiatrische problemen opgenomen in een Ursulinenklooster. Zij maakte het landgoed over aan Alexandre Laudat, een priester-neef. Tijdens de Tweede Wereldoorlog nam de Duitse bezetter er zijn intrek, en later de Engelsen en Amerikanen. Het landhuis raakte in verval en werd nadien ook wel geplunderd.
Het kasteel werd uiteindelijk door het leger opgeblazen: men was bang dat er toch nog mensen in zouden verblijven, wat een gevaar opleverde tijdens schietoefeningen op de naburige Donderslagse Heide. Ook het domein werd onderdeel van het schietterrein. Cynisch is dat Théodore Masy zelf de initiator van dit terrein is geweest.
In 1904 werd een kapel gebouwd in neo-byzantijnse stijl. Model daarvoor stond het mausoleum van Galla Placidia te Ravenna. Hier werd aanvankelijk de eerste vrouw van Masy, Marie Gravez (1841-1900), bijgezet. Later werd dit ook een grafkapel voor de familieleden. Ook Théodore vond er zijn laatste rustplaats. In 1976 werd de kapel gerestaureerd. Ze ligt op een deel het domein, aan de Karperstraat in Houthalen, dat in particuliere handen is en niet toegankelijk voor het publiek is.